# Абієк
Абієк (перс. آبیک) — місто на півночі Ірану, у провінції Казвін.
Адміністративний центр шахрестану Абієк. Населення — 59,1 тис. осіб (2007). Абієк розташований на трасі Кередж-Казвін за 2 км від кордону з останом Тегеран. В Абієку розташовані два університети: Басір та Технологічний університет ім. Джамшида Кашани.
| Іран | Це незавершена стаття з географії Ірану. Ви можете допомогти проєкту, виправивши або дописавши її. |

1. ↑  جمعیت به تفکیک تقسیمات کشوری